# Batalha de Wizna
A Batalha de Wizna foi um episódio da Segunda Guerra Mundial, um confronto militar ocorrido entre 7 de setembro e 10 de setembro de 1939, entre as forças beligerantes da Polônia e da Alemanha Nazista e fez parte da Invasão da Polônia.  

## História

### Circunstâncias
Antes da Guerra, a área da vila de Wizna foi preparada como uma linha fortificada de defesa. Ela seria uma barreira contra avanços inimigos em direção às posições polonesas do sul e guardaria a confluência dos rios Narew e Biebrza (nomes transliterados para o inglês). Os 9 quilômetros de extensão da linha estava a cargo do Corpo Narew, Grupo de Operações Independentes de Łomża. A área fortificada de Wizna era uma das mais importantes para a defesa ao nordeste de Varsóvia pois cobria a travessia de rios fronteiriços e as estradas Łomża–Białystok e o caminho até Brest na atual Bielorrússia.
As obras começaram em abril de 1939. O local foi escolhido cuidadosamente: fortalezas de concreto foram construídas no alto das colinas e davam vista para o vale pantanoso do Rio Narew. Poderiam rechaçar qualquer assalto através dos pântanos ou ataques que viessem pela ponte de Wizna. Antes de 1 de setembro de 1939, 12 fortalezas (bunkers) estavam terminadas. Seis delas tiveram o concreto reforçado com cobertura de aço enquanto as restantes contavam com cabines de metralhadoras. Quatro outras fortalezas estavam para ser terminadas até que a Segunda Guerra Mundial começou. Adicionalmente, a área foi reforçada com trincheiras, obstáculos anti-tanque e anti-tropas, cercas de arame farpado e minas terrestres. Havia planos de romperem-se as barragens dos rios Biebrza e Narew para inundar a área, mas no verão de 1939 a seca foi muito forte e os níveis de água estavam baixos.
Apesar de nem todas as fortalezas estarem prontas no início da Guerra, a linha polonesa de defesa era bem preparada. A altura média das paredes das fortalezas era de 1.5 m reforçadas com malhas de aço de 20 cm, capazes de suportar bombardeio pesado das armas da Wehrmacht na época.

### Primeira Fase

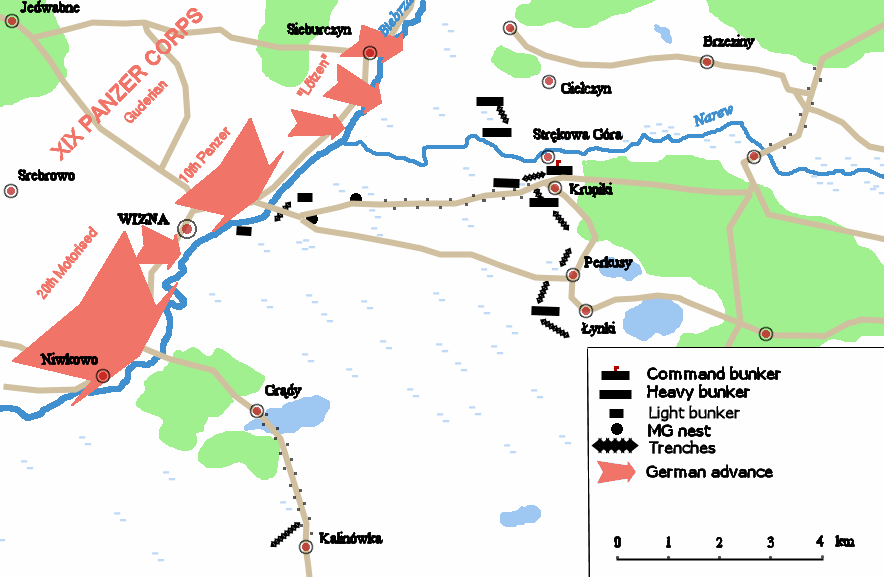
Mapa das forças beligerantes antes da Batalha de Wizna

Em 1 de setembro de 1939, a Invasão da Polónia e a Segunda Guerra Mundial começaram. O Terceiro Exército Alemão avançou até a Prússia Oriental e rumou para Varsóvia, diretamente através das posições do Corpo Narew. Em 2 de setembro o capitão Władysław Raginis foi nomeado o comandante da área de Wizna. Como seu posto de comando escolheu a fortaleza "GG-126"  próxima da vila de Góra Strękowa. A fortaleza ficava no exato centro das linhas polonesas. Suas tropas contavam com aproximadamente 700 soldados e suboficiais e 20 oficiais armados com 6 peças de artilharia (75mm), 24 metralhadoras pesadas, 18 metralhadoras leves e dois rifles antitanques.
Após as primeiras escaramuças na fronteira, a Brigada de Cavalaria Podolska que operava na área recebeu ordens, durante a noite de 3 a 4 de setembro, de recuar e em 5 de setembro abandonou a área marchando até Mały Płock e cruzando o rio Narew. Em 3 de setembro as posições polonesas foram avistadas do ar e sofreram fogo de metralhadoras.
Em 7 de setembro de 1939, as unidades de reconhecimento da 10ª Divisão Panzer do general Nikolaus von Falkenhorst tomaram a vila de Wizna. Os Pelotões de Reconhecimento poloneses abandonaram o local após curta luta e foram para a margem sudeste do Rio Narew. Quando os tanques alemães tentaram a travessia da ponte, ela foi explodida pelos engenheiros inimigos. À noite, patrulhas da infantaria invasora cruzaram o rio e avançaram rumo a Giełczyn, mas foram repelidas com pesadas baixas.
Em 8 de setembro o general Heinz Guderian, comandante do XIX Corpo Panzer, recebeu ordens para avançar através de Wizna até Brest. No início da manhã de 9 de setembro suas unidades deixaram Wizna e se juntaram a 10ª Divisão Panzer e a Brigada "Lötzen" que já estava pronta e presente na área. As forças somaram 1 200 oficiais e 41 000 soldados e suboficiais, equipados com  350 tanques, 108 obuses, 58 peças de artilharia, 195 armas anti-tanques, 108 morteiros, 188 granadas de mão, 288 metralhadoras pesadas e 689 metralhadoras portáteis. Ao todo, sua força era superior em 60 vezes a dos defensores poloneses.

### Segunda Fase

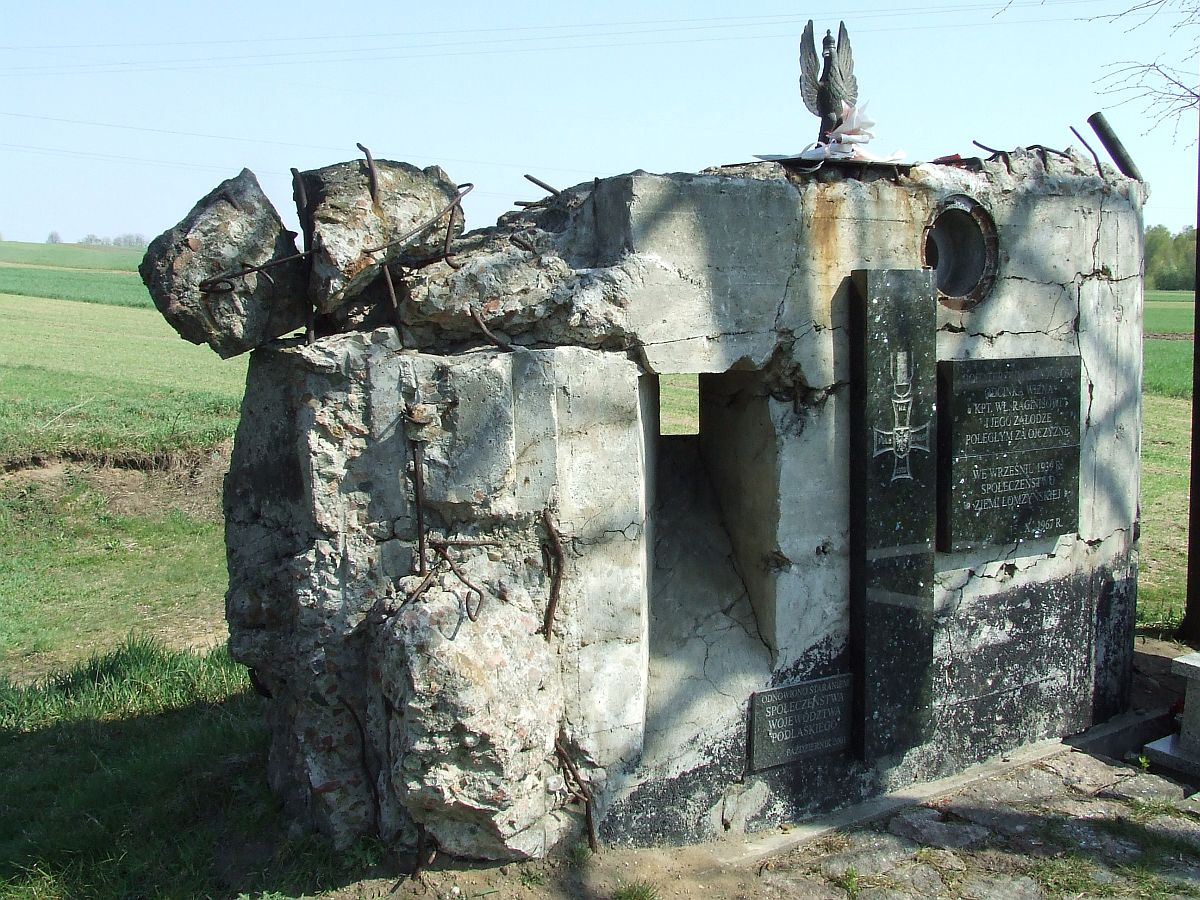
Ruínas de uma fortaleza polonesa, agora um memorial.

No início da manhã aviões alemães soltaram panfletos  pedindo aos poloneses que se rendessem alegando que a maior parte do país já estava dominado e a continuidade da resistência seria inútil. Para erguer o moral de seus homens, Władysław Raginis jurou que preferia morrer a deixar o seu posto e que a defesa deveria continuar. Pouco depois o fogo da artilharia começou. A artilharia polonesa foi muito atingida e as forças recuaram rumo a Białystok. Após preparativos, os alemães atacaram o flanco nordeste do inimigo. Dois pelotões defenderam as fortalezas do lado norte do Narew quando foram atacadas em três direções diferentes, por tanques e infantaria. No começo as perdas da Infantaria Alemã foram altas mas após pesado bombardeio da artilharia o comandante polonês da área de Giełczyn Primeiro Tenente Kiewlicz ordenou a queima da ponte de madeira sobre o Narew e recuou até Białystok. Os remanescentes das suas tropas que conseguiram furar o cerco alemão seguiram até Białystok, onde se juntaram ao general Franciszek Kleeberg.
Ao mesmo tempo ocorria o assalto a porção sudeste das fortificações poloneses, que estava sob impasse. As fortalezas não contavam com munição antitanque adequada mas conseguiram rechassar o avanço da infantaria inimiga graças ao fogo das metralhadoras. Contudo, ao anoitecer a infantaria polonesa foi forçada a abandonar as trincheiras e demais fortificações de campo e recuou para dentro das fortalezas. Os tanques invasores finalmente conseguiram quebrar as linhas polonesas e avançaram na direção de Tykocin e Zambrów. A Infantaria Alemã continuava sob fogo pesado e ficou presa nos pântanos frontais às fortalezas.
Apesar de Raginis ser subordinado ao tenente-coronel Tadeusz Tabaczyński, comandante da área fortificada de Osowiec que ficava a 30 quilômetros ao norte, ele não esperava reforços. Em 8 de setembro o marechal Edward Śmigły-Rydz ordenara ao 135º Regimento de Infantaria que era constituído das reservas de Osowiec e Wizna, que recuasse até Varsóvia. Quando a ordem foi revogada e a unidade voltou para Osowiec, já era tarde para ajudar os soldados poloneses isolados em Wizna.
As lutas em torno das fortalezas agora isoladas continuavam. Muitos assaltos foram repelidos durante a noite e também na manhã seguinte do dia 10 de setembro. Ao meio-dia próximo, os engenheiros alemães com a ajuda dos tanques e artilharia, finalmente fizeram os arranjos para destruírem as duas fortalezas restantes. Estavam localizadas no centro de Góra Strękowa e continuaram com a defesa mesmo com muitos feridos ou incapacitados e a maior parte do armamento destruído. Foi dito que Heinz Guderian, numa tentativa de acabar com a resistência, ameaçara o comandante polonês de fuzilar os prisioneiros de guerra que não tivessem se rendido. O símbolo da resistência foi o capitão Władysław Raginis que cometeu suicídio ao se atirar sobre uma granada armada.

### Consequências
Com o fim da resistência polonesa, o XIX Corpo Panzer rumou até Wysokie Mazowieckie e Zambrów, onde foi detido na Batalha de Zambrów contra a 18ª Divisão de Infantaria Polonesa, que só foi cercada e destruída na Batalha de Andrzejewo. Mais tarde continuaram o avanço e tomaram parte na Batalha de Brest.
O heróico embate de três dias das tropas polonesas se tornou um símbolo para a resistência durante a Guerra e é um fato influente na cultura popular do país.

## Forças em oposição
| Grupo Operacional Independente de Narew Czesław Młot-Fijałkowski                                                                     |
| --- |
| Odcinek Obrony "Wizna" Władysław Raginis                                                                                             |
| 8ª companhia do 135º Regimento de Infantaria Schmidt                                                                                 |
| 3ª companhia MG de Osowiect. Władysław Raginis                                                                                       |
| Baterias da artilharia Brykalski |
| 136ª companhia de engenharia |
| Pelotão de engenheiros e pelotão de artilharia de campo do 71º Regimento de Infantaria                                               |
| Pelotão de reconhecimento montado do 135º Regimento de Infantaria                                                                    |
| 720 homens, 12 fortalezas, 6 peças de atilharia (76mm), 24 metralhadoras pesadas, 18 metralhadoras manuais e dois rifles antitanques |

| Terceiro Exército Georg von Küchler |
| --- |
| XIX Corpo do Exercito Heinz Guderian |
| Terceira Divisão Panzer Leo Freiherr Geyr von Schweppenburg |
| Vigésima Divisão Motorizada Mauritz von Wiktorin |
| |
| Décima Divisão Panzer Ferdinand Schaal |
| "Lötzen" Brigada Blindada Konrad Offenbacher |
| 42 000 homens, 350 tanques, 108 obuses, 58 peças de artilharia, 195 armas antitanques, 108 morteiros, 188 granadas de mão, 288 metralhadoras pesadas e 689 metralhadoras portáteis |

## Baixas
O número exato de baixas polonesas é desconhecido, pois pouco se sabe sobre os soldados que foram feitos prisioneiros de guerra pelos alemães. Estima-se que a maioria dos soldados poloneses foram mortos em ação, uns 40 fugiram e outros 40 foram feito prisioneiros. O número contudo não é certo.
As perdas alemãs também não são bem conhecidas. Em seus diários o general Heinz Guderian anotou que 900 soldados alemães foram mortos em ação, mas esse número provavelmente está errado. É provável que a Wehrmacht tenha perdido cerca de 10 tanques e vários veículos blindados.

## Cultura popular
A Batalha de Wizna é o tema de uma canção do álbum The Art of War do grupo sueco Sabaton, chamada "40:1", que alude a desproporção das forças combatentes (na verdade, 42 200 alemães e 720 poloneses, isto é, 59:1). 
"40:1" é também a vinheta de entrada do lutador de arte marcial polonês Damian Grabowski.